# Pfarrkirche Tobaj

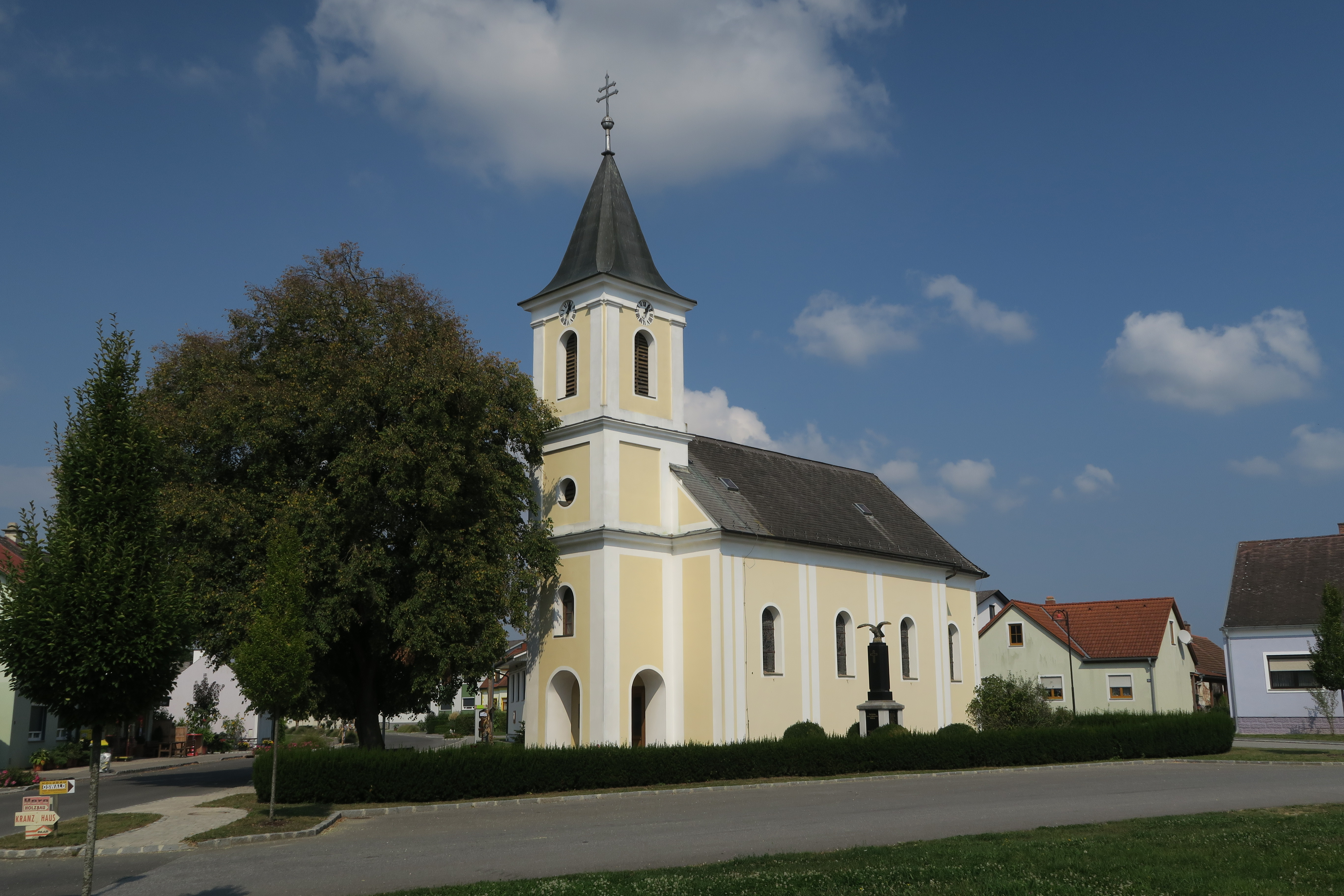
Pfarrkirche Tobaj

Die römisch-katholische Pfarrkirche Tobaj steht im Zentrum des Ortes Tobaj in der gleichnamigen Gemeinde im Bezirk Güssing im österreichischen Bundesland Burgenland. Sie ist dem heiligen Florian gewidmet und gehört zum Seelsorgeraum Carlo Acutis im Dekanat Güssing in der Diözese Eisenstadt. Das Gebäude steht unter Denkmalschutz (Listeneintrag).

## Geschichte
Tobaj gehörte ursprünglich zur kroatischsprachigen Pfarre St. Nikolaus bei Güssing, die bis 1966 bestand, und neben einer ungarischsprachigen Pfarre und der bis heute bestehenden – ursprünglich deutschsprachigen – Pfarre St. Jakob eine von drei Pfarren von Güssing war. Von 1788 bis 1874 gehörte der Ort zur Pfarre Deutsch Tschantschendorf, ab 1874 zur Güssinger Pfarre St. Jakob. Im Jahr 1942 wurde Tobaj zu einer Selbstständigen Expositur, 1965 schließlich zur eigenständigen Pfarre erhoben.
Die heutige Kirche wurde im Jahr 1878 errichtet. Sie wurde 1973 restauriert.

## Architektur und Ausstattung

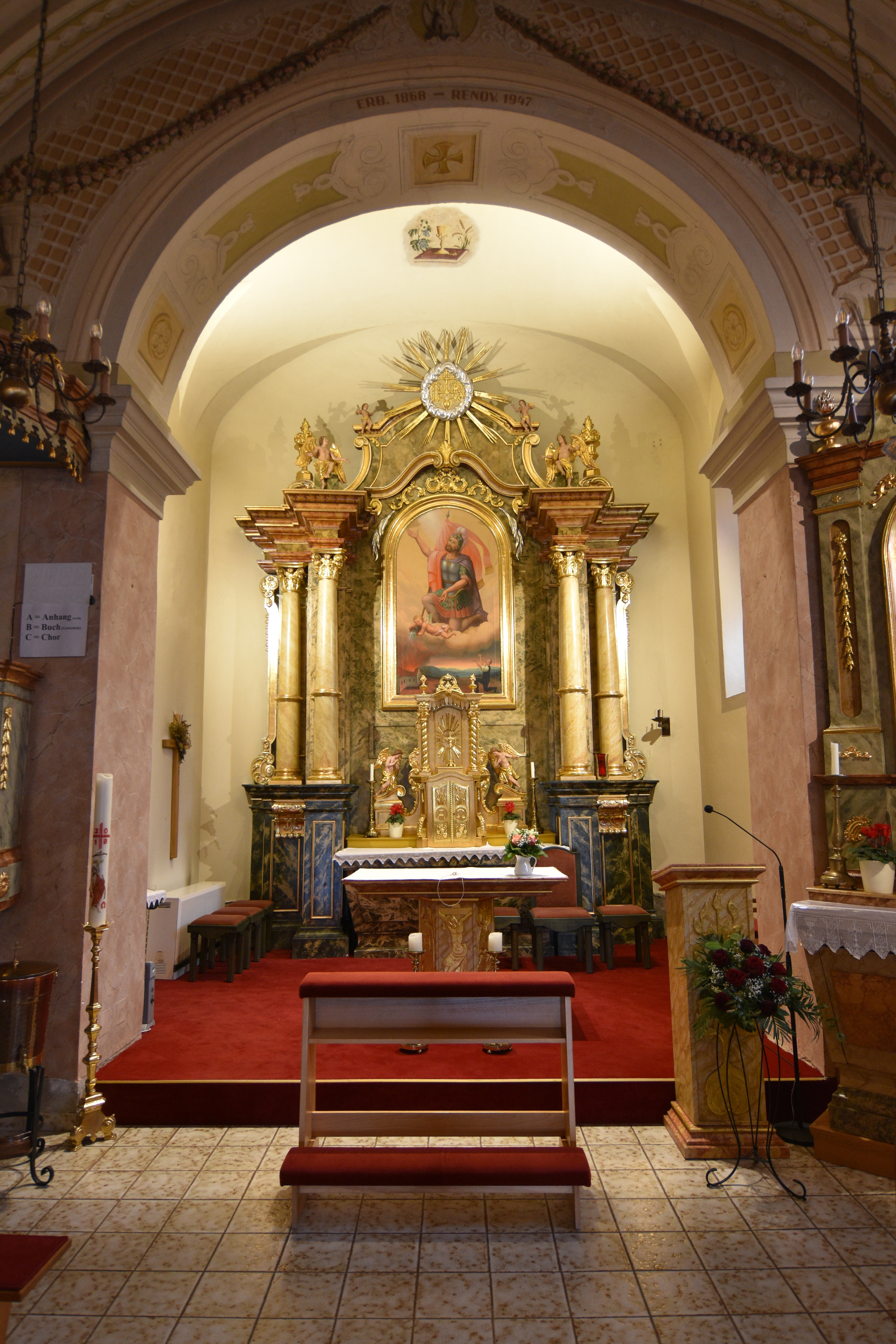
Der Nischenaltar

Die Kirche ist ein einschiffiger Bau mit einem dreigeschoßigen vorgebauten Westturm mit Spitzhelm. Der Chor ist eingezogen und hat eine flachrunde Apsis. Die Decke im Kirchenschiff ist dreijochig. Zwischen den Doppelgurtbögen, die auf Doppelpilastern ruhen, ist Platzlgewölbe. Die Empore ist dreiachsig und ist von Platzlgewölbe unterwölbt. Sie hat eine vorgebauchte Brüstung. Der Triumphbogen ist rundbogig. Im Chorjoch ist die Decke ein Tonnengewölbe mit Stichkappen. In der Apsis findet man Kappengewölbe.
Der Altar stammt aus der zweiten Hälfte des 18. Jahrhunderts. Es ist ein Nischenaltar mit versetzten Säulen und Aufsatz. Das Altarbild zeigt den heiligen Florian.
Der rechts vor dem Chorbereich vorhandene Seitenaltar wurde Ende des 18. Jahrhunderts geschaffen. Es handelt sich um einen flachen Wandaltar mit Nische, in der sich eine aus Lindenholz geschnitzte barocke Pietà aus dem Jahr 1646 befindet. Die Figur befand sich ursprünglich in einer Kapelle am Tobajer Kogel, der bis zum Ende des 18. Jahrhunderts als wichtige Wallfahrtsstätte für die nähere Umgebung diente (siehe Geschichte des Tobajer Kogels).
Links am Triumphbogen befindet sich eine Kanzel, die aus dem Ende des 18. Jahrhunderts stammt.